# Them (album de King Diamond)
Pour les articles homonymes, voir Them.
Albums de King Diamond
Abigail
(1987) Conspiracy
(1989)
"Them" est le troisième album studio de King Diamond sorti en 1988 paru sur le label Roadrunner Records. L'album Conspiracy est la suite de l'histoire racontée dans cet opus.

## Résumé de l'intrigue
L'album débute lorsque le jeune King, accompagné de sa mère et de sa petite sœur Missy accueille sa grand-mère revenue de l'asile psychiatrique. La même nuit, King est tiré de son sommeil par d'étranges voix provenant de la pièce d'à côté. Il surprend alors sa grand-mère prenant le thé toute seule, les tasses et la bouilloire flottant dans les airs. La vieille femme se rend compte de sa présence et le renvoie promptement au lit, lui promettant de lui révéler certains secrets au sujet de leur demeure, "Amon", autour d'une tasse de thé.
C'est un vendredi soir que la grand-mère de King vient le réveiller pour le convier à une réunion familiale d'un genre particulier. En arrivant dans la pièce, il découvre sa mère inconsciente. L'aïeule lui entaille la main, laissant le sang se répandre dans la théière. King entre alors dans un état de transe, entendant à son tour des voix : "Leurs" ("Them") voix.
La petite Missy est horrifiée de voir que l'état de sa génitrice empire de jours en jours. Elle essaye de convaincre King d'aider leur mère à échapper à l'emprise des hôtes invisibles mais ce dernier, également possédé, coupe le fil du téléphone lorsque sa sœur le supplie d'appeler à l'aide.
A l'heure du thé, Missy fait irruption dans la pièce et brise la théière corrompue. En réponse à son acte, les esprits d'"Amon" l'assassinent à la hache et brûlent les morceaux de son corps dans la cheminée de la cuisine.
Le geste de Missy ayant amoindri "leurs" forces, King se précipite à l'extérieur de la demeure et cours jusqu'à s'en évanouir. Un peu plus tard, reprenant ses esprits, il décide de retourner à "Amon" dans le but d'en finir avec sa grand-mère. Ayant constaté que "leurs" pouvoirs étaient encore bien plus faibles dehors, il attire la vieille femme à l'extérieur d'"Amon" et lui tranche la tête.
Les voix continuent de hanter King, qui est envoyé à l'asile sur la recommandation du Dr. Landau. Dix-huit ans plus tard, il reviendra à "Amon" et réalisera que sa grand-mère et les esprits n'ont jamais réellement quitté les lieux.

## Liste des titres
Les paroles ont été intégralement écrites par King Diamond.
| No  | Titre                   | Musique                      | Durée |
| --- | ----------------------- | ---------------------------- | ----- |
| 1.  | Out from the Asylum     | King Diamond                 | 1:48  |
| 2.  | Welcome Home            | King Diamond                 | 4:35  |
| 3.  | The Invisible Guests    | King Diamond                 | 5:03  |
| 4.  | Tea                     | King Diamond                 | 5:13  |
| 5.  | Mother's Getting Weaker | Andy LaRocque                | 4:00  |
| 6.  | Bye Bye Missy           | King Diamond                 | 5:06  |
| 7.  | A Broken Spell          | Andy LaRocque                | 4:07  |
| 8.  | The Accusation Chair    | King Diamond                 | 4:20  |
| 9.  | "Them"                  | King Diamond & Andy LaRocque | 1:55  |
| 10. | Twilight Symphony       | King Diamond                 | 4:08  |
| 11. | Coming Home             | King Diamond                 | 1:11  |

### Version Remasterisée
1. Phone Call – 1:38
2. The Invisible Guests (Rehearsal) – 5:19
3. Bye, Bye Missy (Rehearsal) – 4:48

## Composition du groupe
- King Diamond - Chants et claviers
- Andy LaRocque - Guitare
- Pete Blakk - Guitare
- Hal Patino - Basse
- Mikkey Dee - Batterie

## Charts
Album
| Année | Chart         | Position |
| ----- | ------------- | -------- |
| 1988  | Billboard 200 | 89       |

## Format
| Année | Pays       | Format             | Catalogue    | Label                     |
| ----- | ---------- | ------------------ | ------------ | ------------------------- |
| 1988  | Pays-Bas   | Vinyle             | RR 9550 1    | Roadrunner Records        |
| 1988  | Pays-Bas   | CD                 | RR 9550 2    | Roadrunner Records        |
| 1988  | Pays-Bas   | Picture-disc       | RR 9550 6    | Roadrunner Records        |
| 1988  | États-Unis | Vinyle             | RR 9550 1    | Roadracer Records         |
| 1988  | États-Unis | Vinyle             | RR 9550 6    | Roadracer Records         |
| 1988  | États-Unis | CD                 | RRD 9550     | Roadracer Records         |
| 1991  | Japon      | CD                 | APCY-2013    | Far East Metal Syndicate  |
| 1997  | États-Unis | CD                 | 618785       | Roadrunner Records        |
| 1997  | Pays-Bas   | CD                 | RR 8785-2    | Roadrunner Records        |
| 2007  | Ukraine    | CD (ReMastered)    | MR 2328-2    | Moon Records              |
| 2007  | Pays-Bas   | Vinyle (réédition) | RRCAR 8785-1 | Roadrunner, Cargo Records |